# Chorąży nadworny koronny
Chorąży nadworny koronny – urząd powołany w 1646 roku obok urzędu chorążego wielkiego koronnego. W tym roku następuje oddzielenie hierarchii chorążych wielkich, którzy byli kontynuatorami urzędu chorążych nadwornych z czasów Kazimierza Jagiellończyka i nowego urzędu chorążych nadwornych.